# Pseudeusemia inflammata
Pseudeusemia inflammata är en fjärilsart som beskrevs av W. Warren 1907. Pseudeusemia inflammata ingår i släktet Pseudeusemia och familjen mätare. Inga underarter finns listade i Catalogue of Life.